# Nesle-Hodeng

Nesle-Hodeng este o comună în departamentul Seine-Maritime, Franța. În 1 ianuarie 2022 avea o populație de 331 de locuitori.